# St. Anna (Neustadt an der Donau)

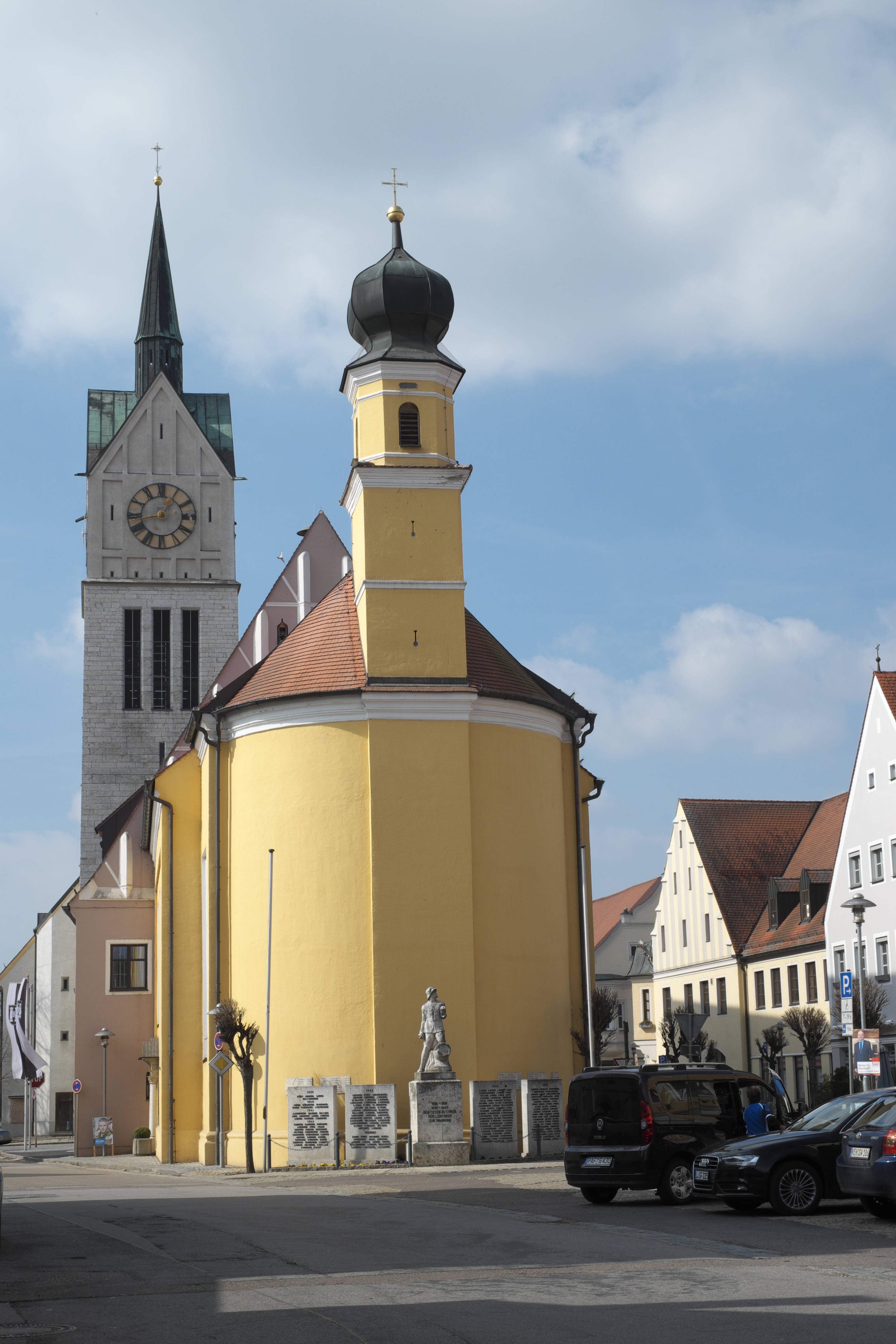
Kapelle St. Anna

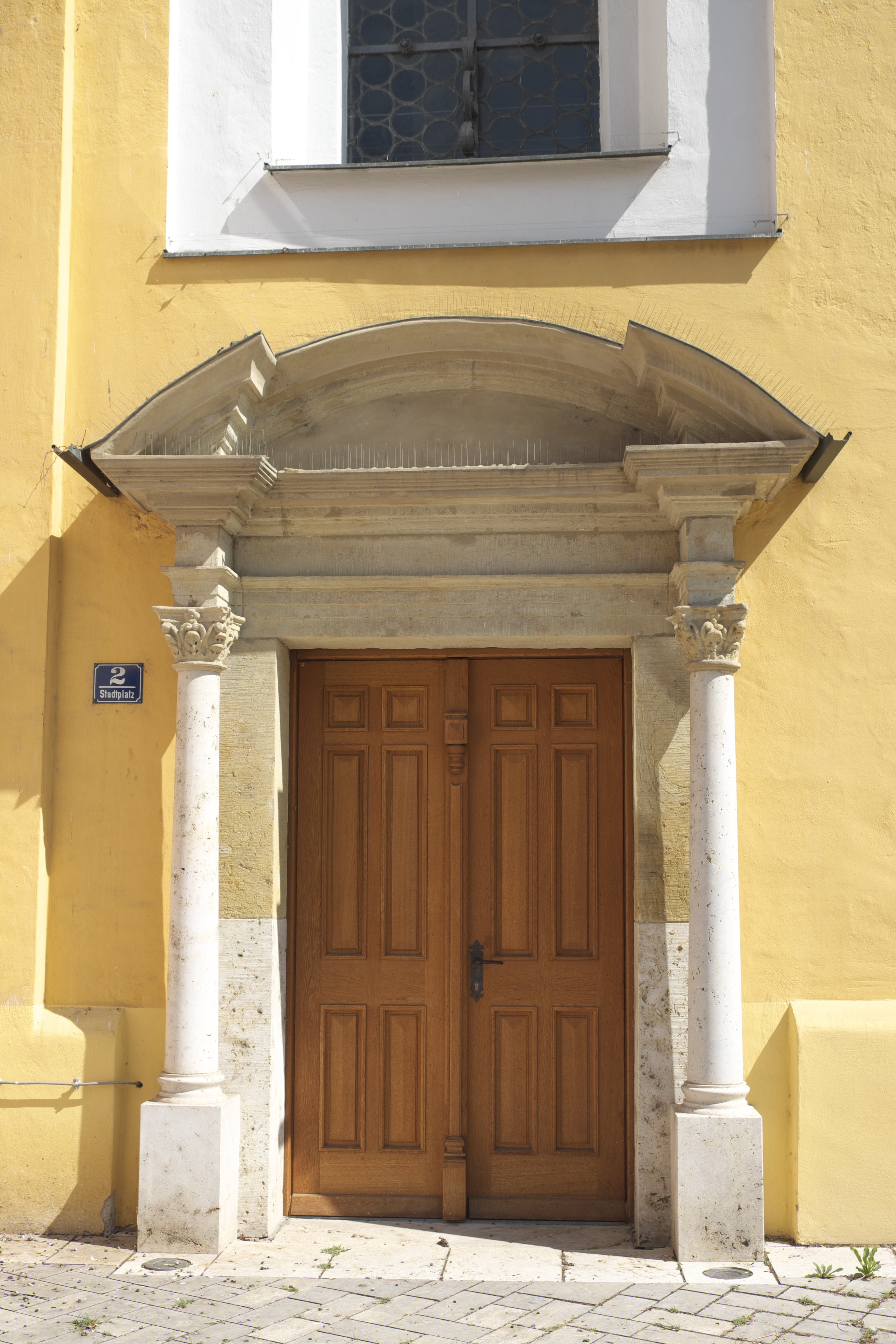
Südportal

Die römisch-katholische Kapelle St. Anna in Neustadt an der Donau, einer Stadt im niederbayerischen Landkreis Kelheim, ist ein barocker Bau aus dem Jahr 1715. Die Kapelle ist der heiligen Anna, der Mutter Marias, geweiht. Sie ist an die Ostfassade des gotischen Rathauses angebaut, das einen Zugang zur Empore der Kapelle hat. Die am Stadtplatz, in der Nähe der Pfarrkirche St. Laurentius gelegene Kapelle gehört zu den geschützten Baudenkmälern in Bayern.

## Geschichte
Bereits im Jahr 1508 ist im Visitationsprotokoll des Bistums Regensburg eine „capella beate virginis sub pretorio“ (eine Kapelle der seligen Jungfrau neben dem Rathaus) erwähnt. Der Name St. Anna-Kapelle ist erstmals im Jahr 1617 belegt. Nach dem Dreißigjährigen Krieg muss die Kirche in sehr schlechtem Zustand („völlig ruinirt, und zu Hauffen gefallen“) gewesen sein, dass man sich im Jahr 1715 zu einem Wiederaufbau entschloss. Nach vierjähriger Bauzeit wurde die neue Kirche im Jahr 1719 durch den Regensburger Weihbischof geweiht.

## Architektur
Über dem abgerundeten Chorschluss erhebt sich über einem flachen Mauervorsprung der quadratische, durch Gesimse gegliederte Turm. Der oktogonale Aufsatz wird von einer Zwiebelhaube bekrönt.
Die beiden Portale an der Nord- und Südseite des Langhauses werden von schlanken Säulen mit korinthischen Kapitellen gerahmt, die einen verkröpften, segmentbogigen Giebel tragen.
Das einschiffige Langhaus umfasst drei Fensterachsen und wird von einer Stichkappentonne überwölbt, die auf flachen Wandpfeilern mit Pilastervorlagen und ausladenden Gebälkstücken aufliegt. Im Osten öffnet sich ein runder Chorbogen zum eingezogenen, halbrund geschlossenen Chor, dessen Kalotte als Muschel in Stuck ausgebildet ist. Den westlichen Abschluss des Langhauses bildet eine Empore, die bis zur Innenrenovierung der Kapelle in den Jahren 2016/17 nur vom Rathaus aus zugänglich war.

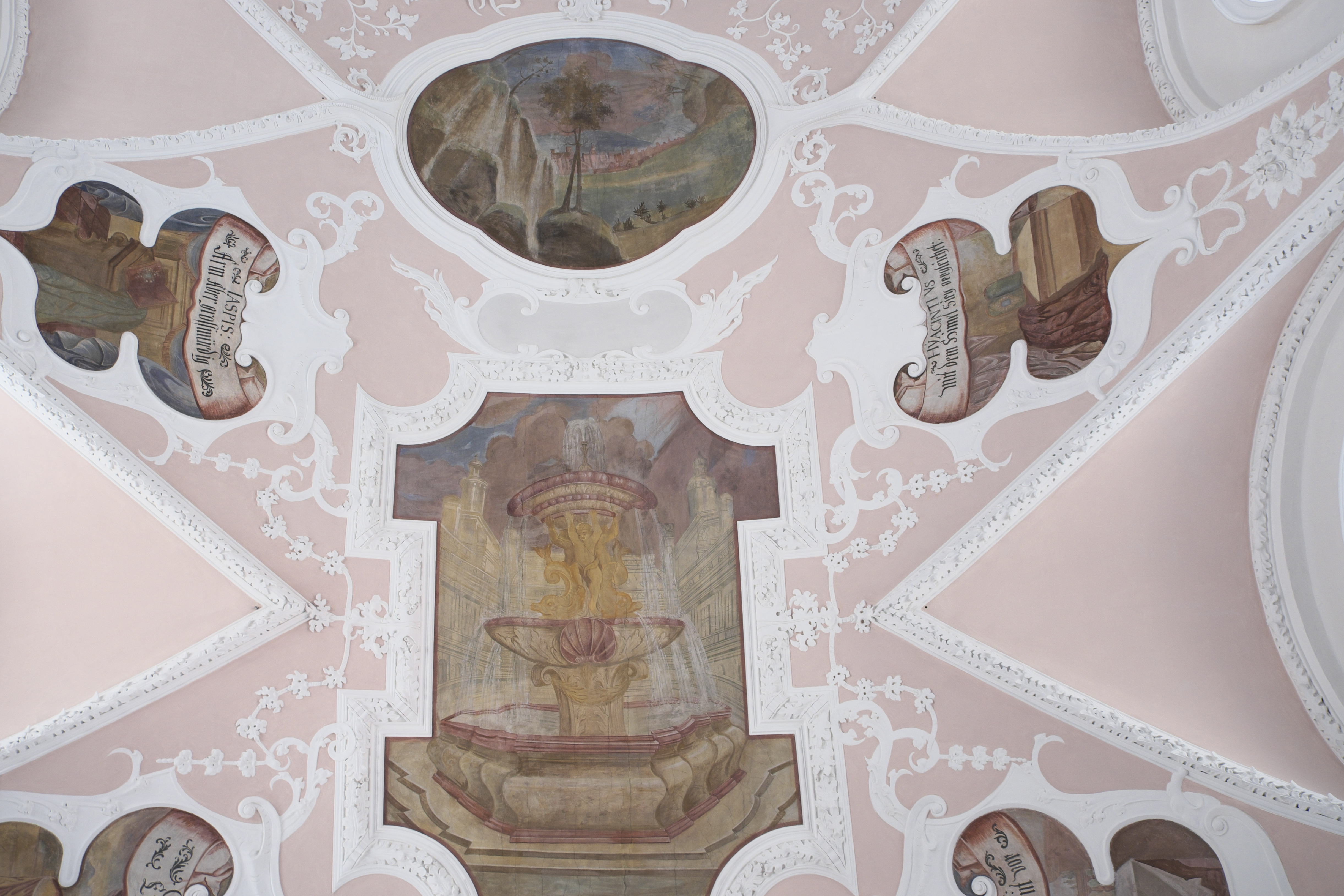
Deckenmalerei im Langhaus

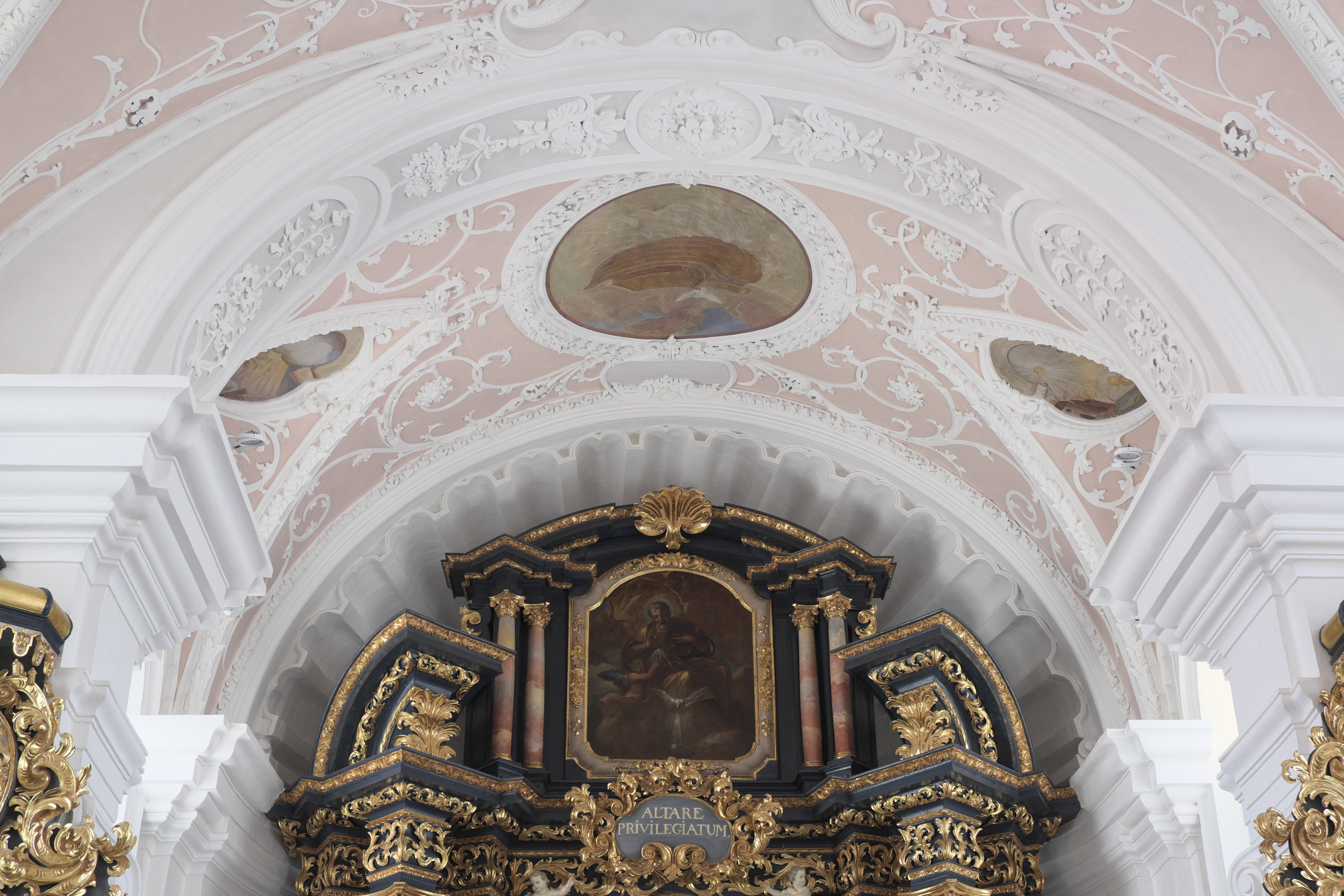
Deckenmalerei im Chor

## Stuckdekor und Deckenmalerei
Die Decke ist mit einem reichen Stuckdekor aus Blattfriesen, Rankwerk und Engelsköpfen überzogen. Die drei großen Deckengemälde sind von Stuckrahmen umgeben und enthalten allegorische Darstellungen. Die kleineren Bilder zwischen den Stichkappen weisen Epigramme auf, die sich auf die Heilssymbolik von Edelsteinen wie Jaspis, Chrysolith, Smaragd und Hyazinth beziehen.
Auf dem Deckengemälde im Chor ist die Arche Noah zu sehen und eine Taube mit einem Olivenzweig im Schnabel, dem Zeichen dafür, dass die Sintflut vorüber ist.

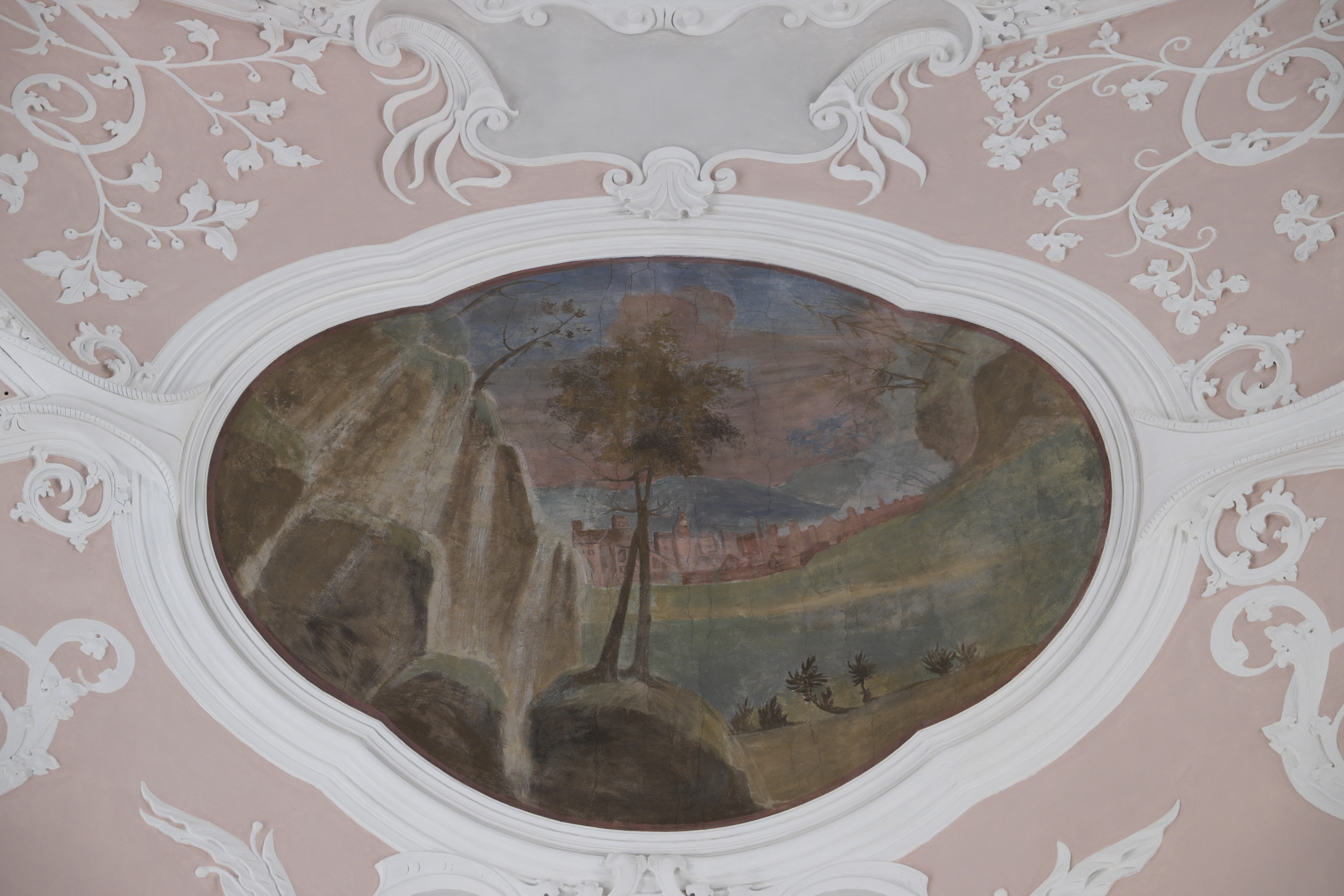
Allegorische Darstellung im Langhaus
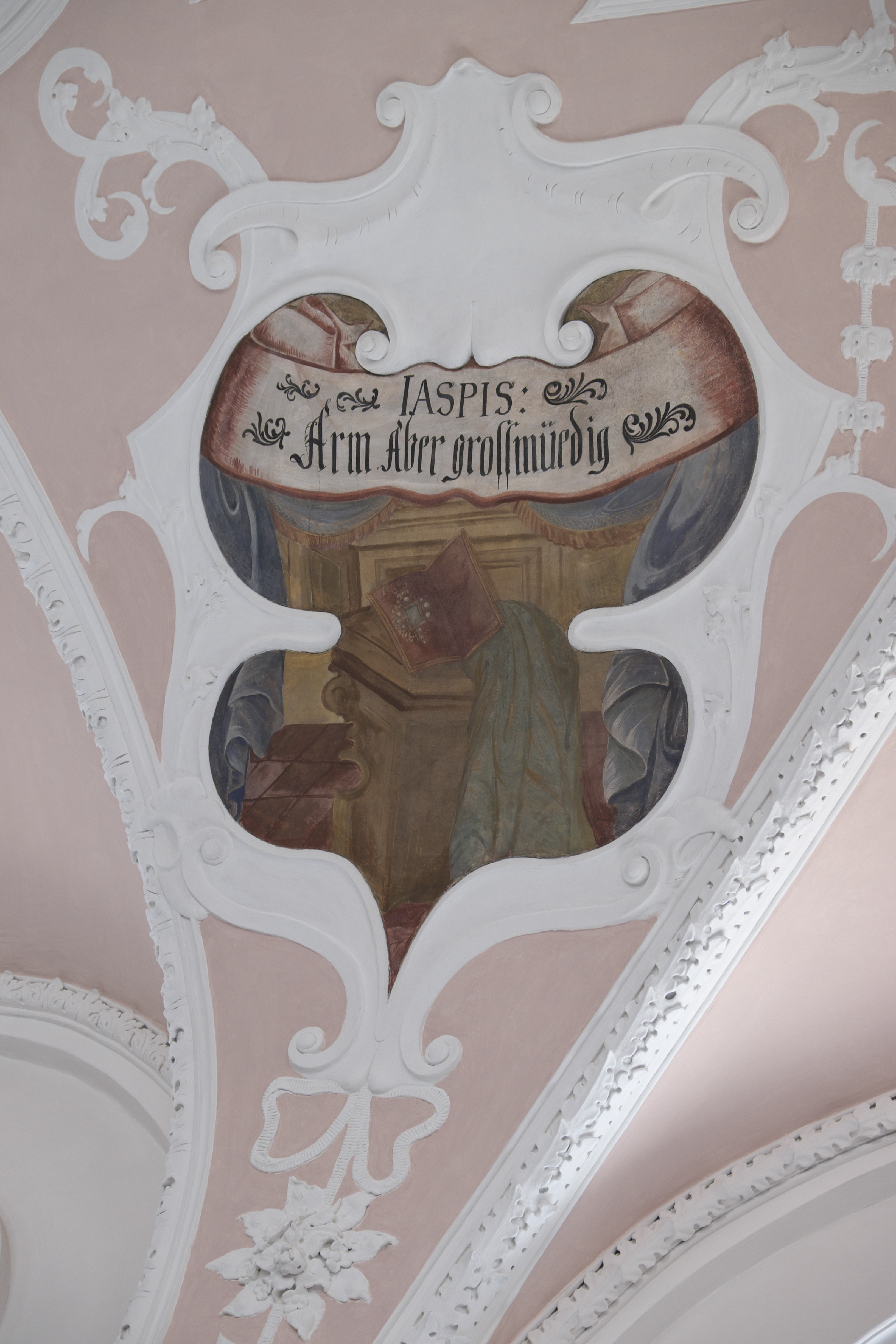
Jaspis
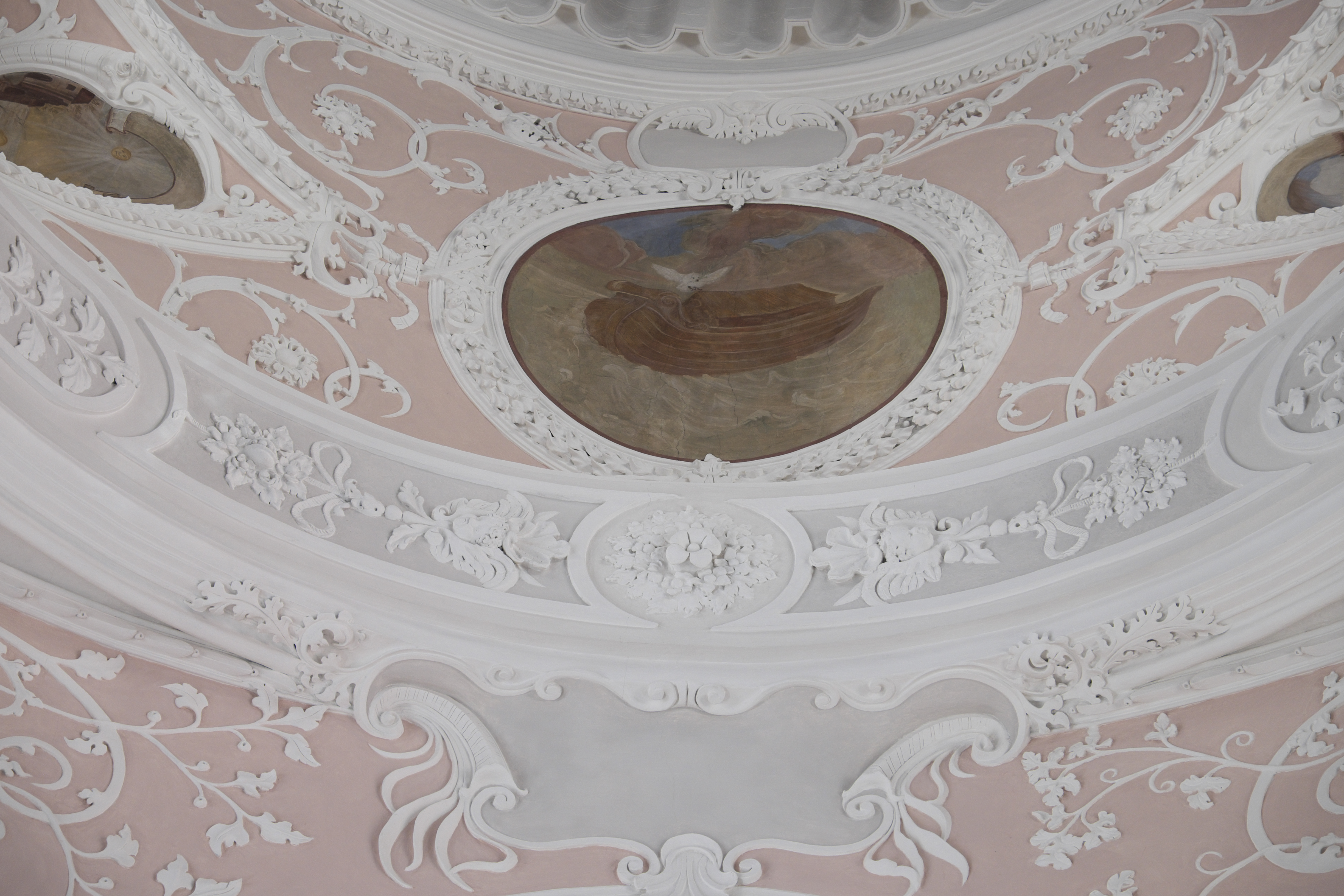
Arche Noah

## Ausstattung

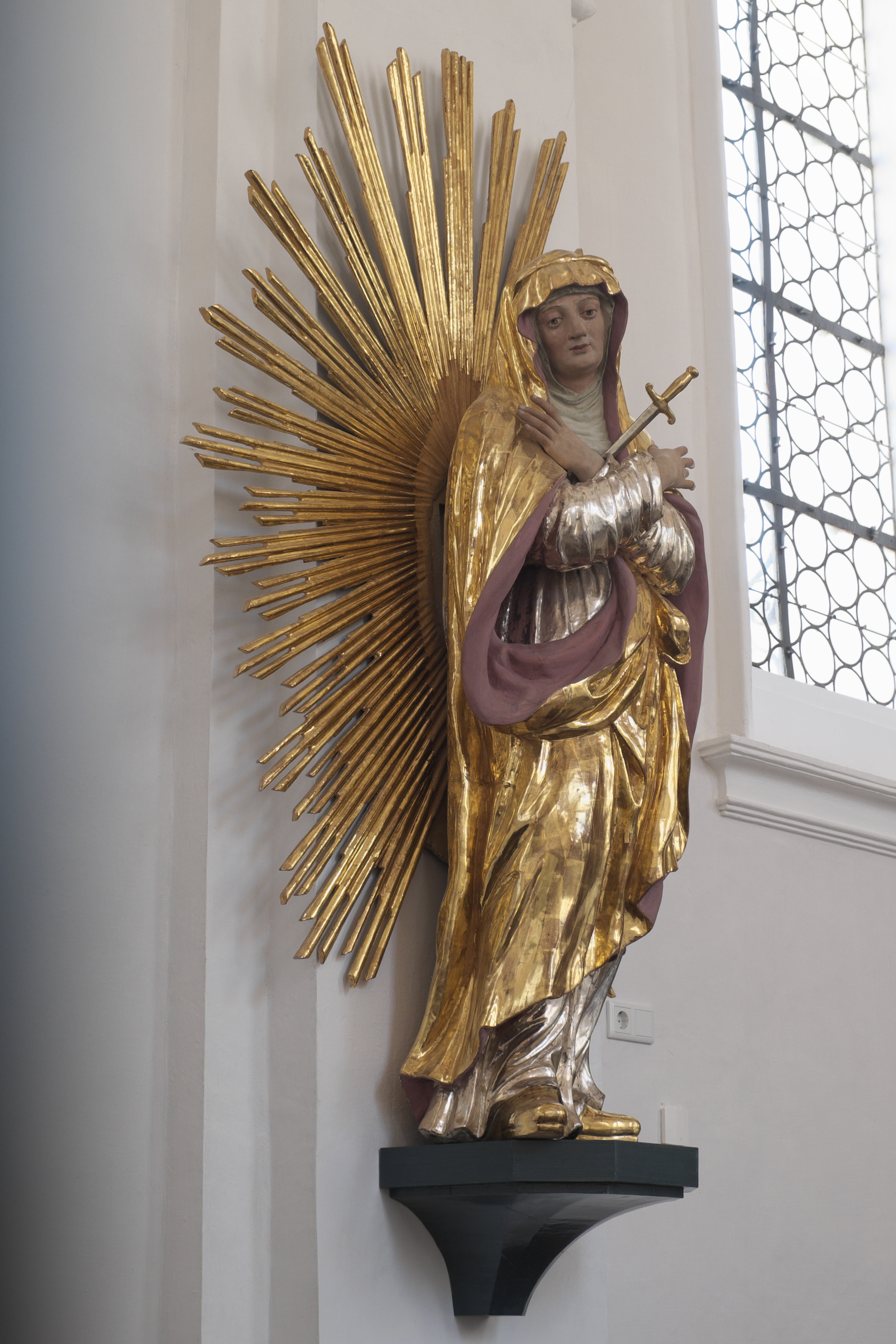
Schmerzhafte Muttergottes

- Der barocke Hochaltar mit der Titelinschrift Altare privilegiatum wurde um 1715/20 geschaffen. Sein Aufbau wird von vier glatten und zwei gewundenen Säulen getragen. Das Altargemälde wird Johann Gebhard (1676–1756) zugeschrieben. Es stellt das Jesuskind mit dem Kreuz dar, das auf der Weltkugel steht und der jugendlichen Maria im Kreise ihrer Eltern erscheint, zwei Engel krönen Maria mit einem Blütenkranz. Auf dem Auszugsbild ist Gott Vater mit einem Engel und der Heilig-Geist-Taube dargestellt.
- Die aus der gleichen Zeit stammenden Seitenaltäre sind mit reichen Akanthusschnitzereien verziert und werden von Baldachinen bekrönt. Die Gemälde der beiden Altäre wurden 1721 von dem Münchner Hofmaler Johann Degler (1667–1729) ausgeführt, dessen Signaturen bei der Innenrenovierung der Kirche in den Jahren 2016/17 entdeckt wurden.[4] Das Altarbild des nördlichen Altars ist dem heiligen Florian gewidmet, das Bild des südlichen Altars dem heiligen Martin, der seinen Mantel mit einem Bettler teilt. Auf den Medaillons im Auszug sieht man links die Anbetung der Heiligen Drei Könige und rechts die heilige Elisabeth von Thüringen. Die Assistenzfiguren am südlichen Seitenaltar, links der heilige Georg und rechts der heilige Leonhard, sind Arbeiten aus der Zeit um 1715.
- Die spätbarocke Schnitzfigur der Mater dolorosa (schmerzhafte Muttergottes) mit großem Strahlenkranz wird in die Zeit um 1710 datiert.
- Die Kirchenbänke mit ihren kunstvoll geschnitzten Wangen sind noch aus der Erbauungszeit der Kapelle erhalten.

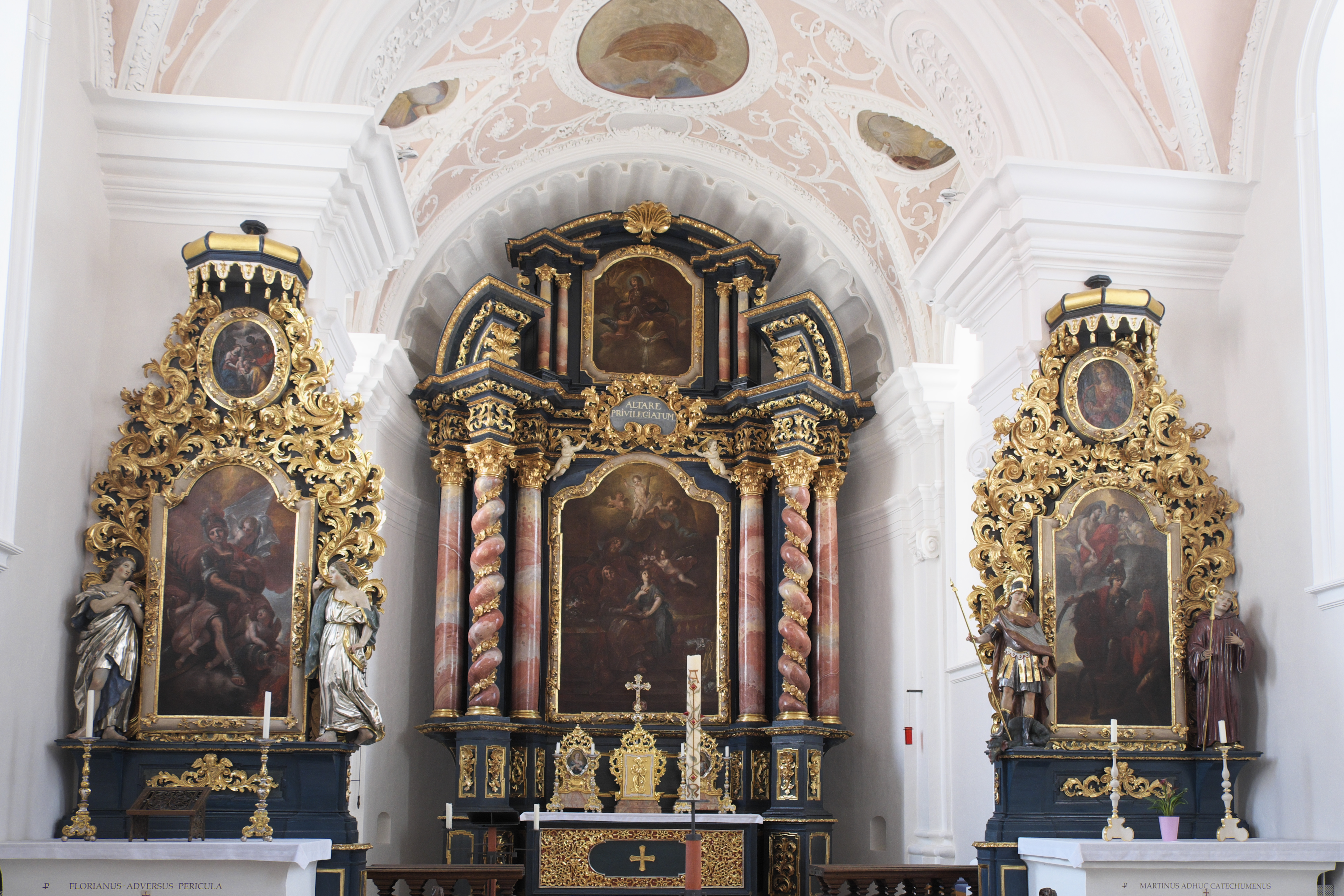
Hochaltar und Seitenaltäre
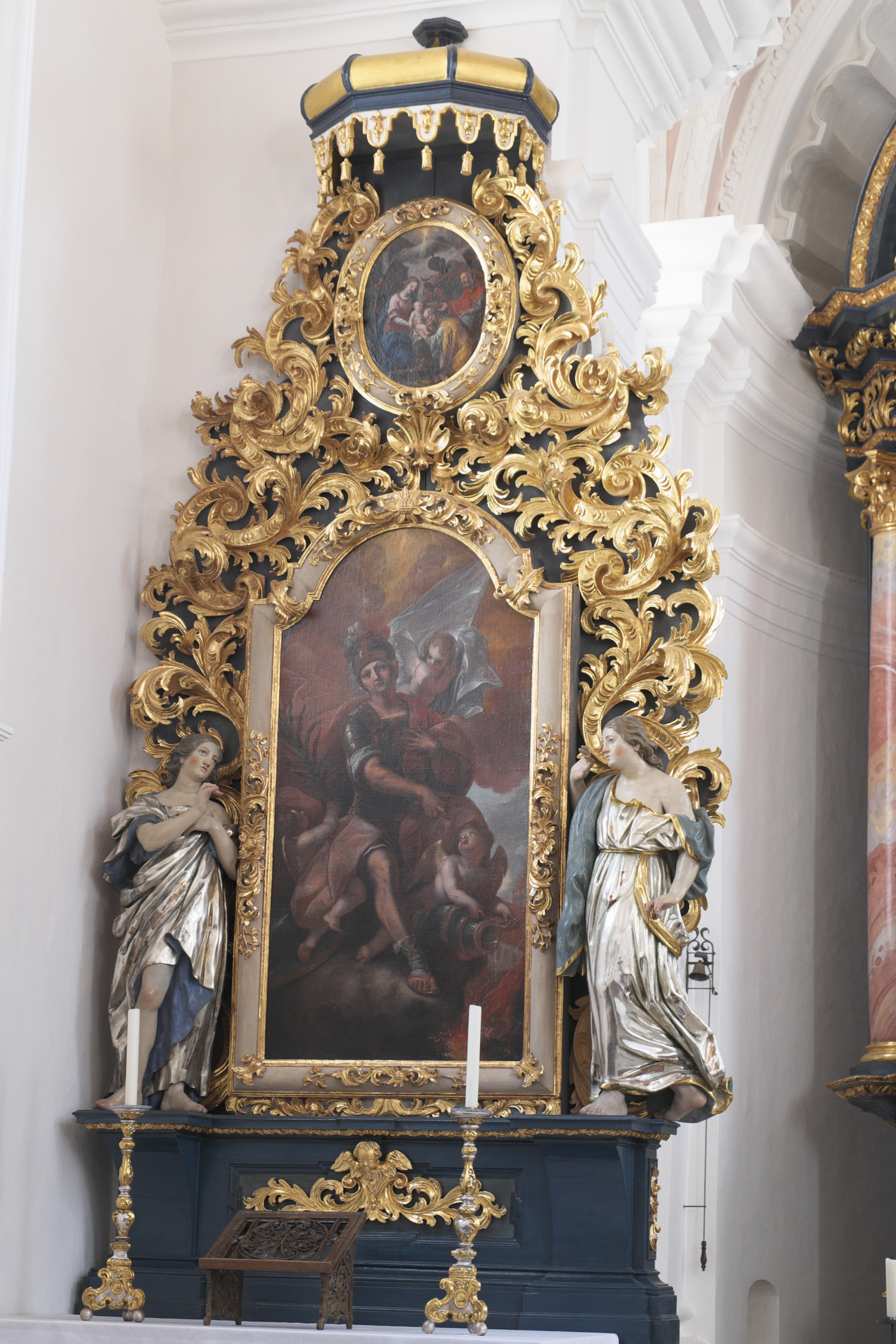
Nördlicher Seitenaltar
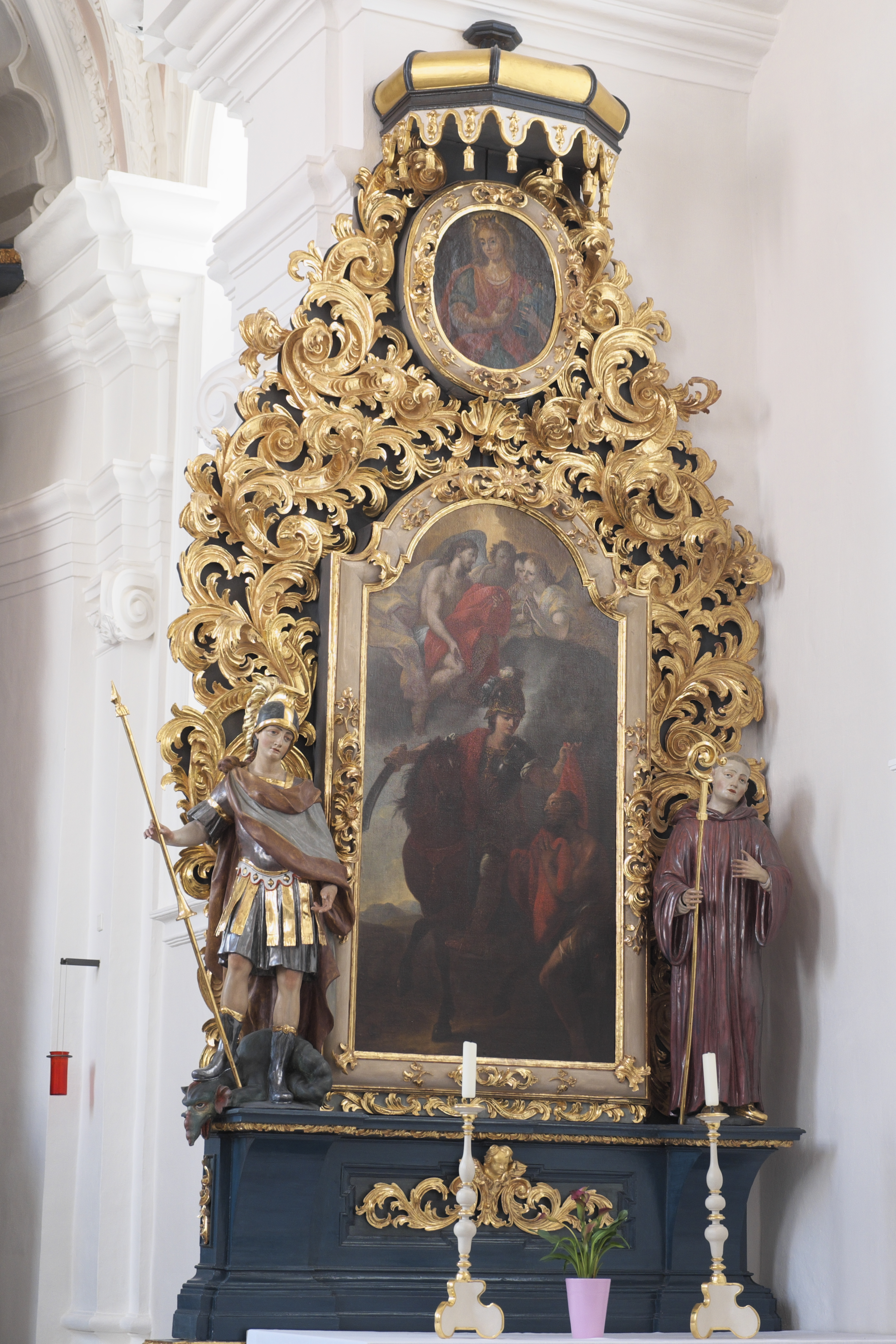
Südlicher Seitenaltar

## Orgel

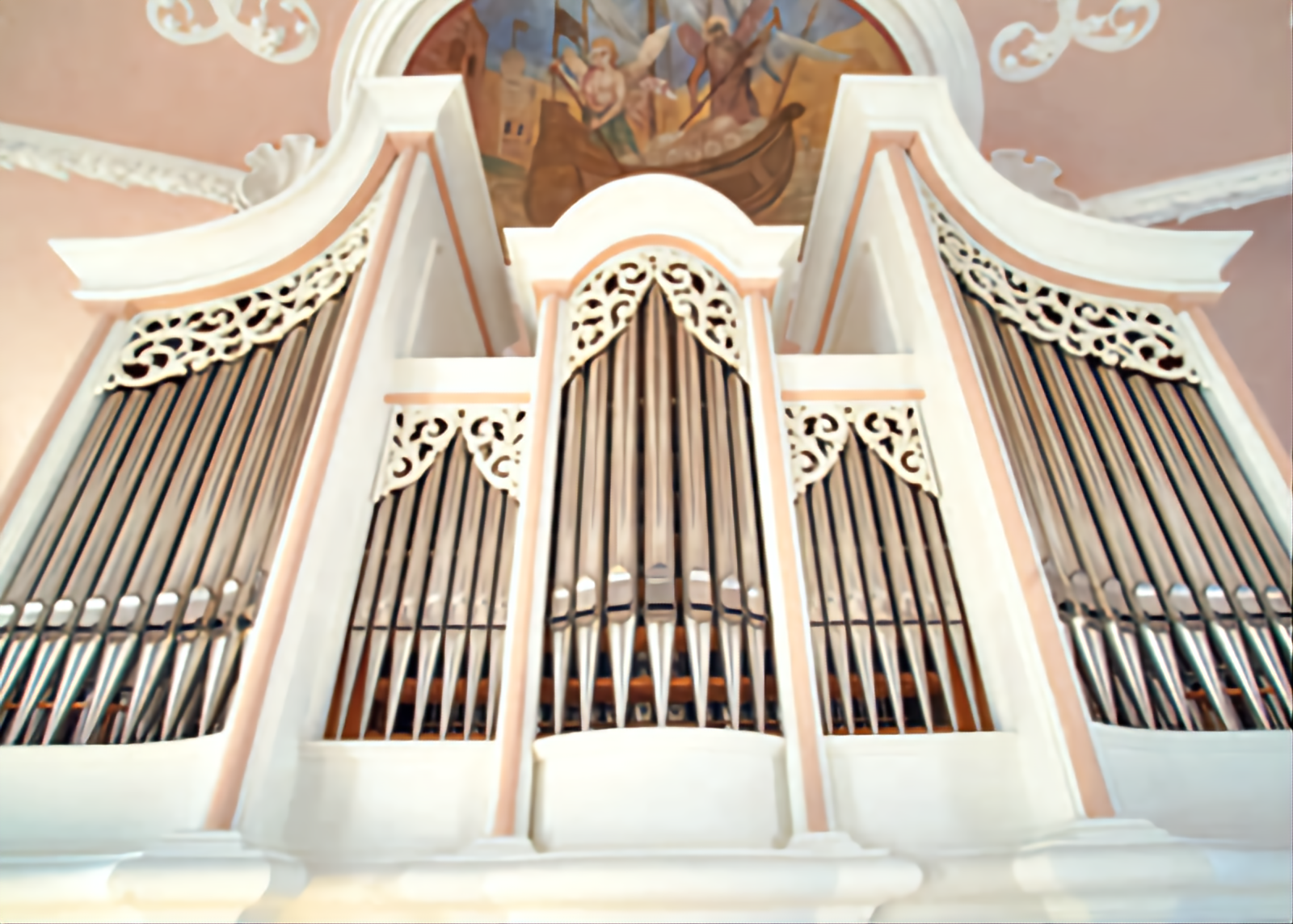
Prospekt der Sandtner-Orgel

Im Jahr 2018 erhielt die Kirche eine neue Orgel mit 16 Registern auf zwei Manualen, einem zusätzlichen Koppelmanual und Pedal, die von der ehemaligen Benediktinerabtei Benediktbeuern erworben wurde. Das Instrument mit über 900 Pfeifen wurde 1982 von der Firma Orgelbau Sandtner in Dillingen an der Donau gebaut und stand ursprünglich im Kurfürstensaal des Klosters, der von den Salesianern Don Boscos, die das Kloster 1930 übernommen hatten, als Hauskapelle genutzt wird. Um die Orgel aufnehmen zu können, musste die Empore durch eine Stahlkonstruktion verstärkt werden.